# سوزان ياغلي
سوزان ميليندا ياغلي (ولدت في 27 فبراير 1972) هي ممثلة أمريكية.

## حياتها الشخصية
ولدت في 27 فبراير 1972 في ناشفيل تينيسي. درست في جامعة جنوب كاليفورنيا. تزوجت ياغلي الممثل كيفن نيلون في 3 سبتمبر 2005 في بيلاجيو.

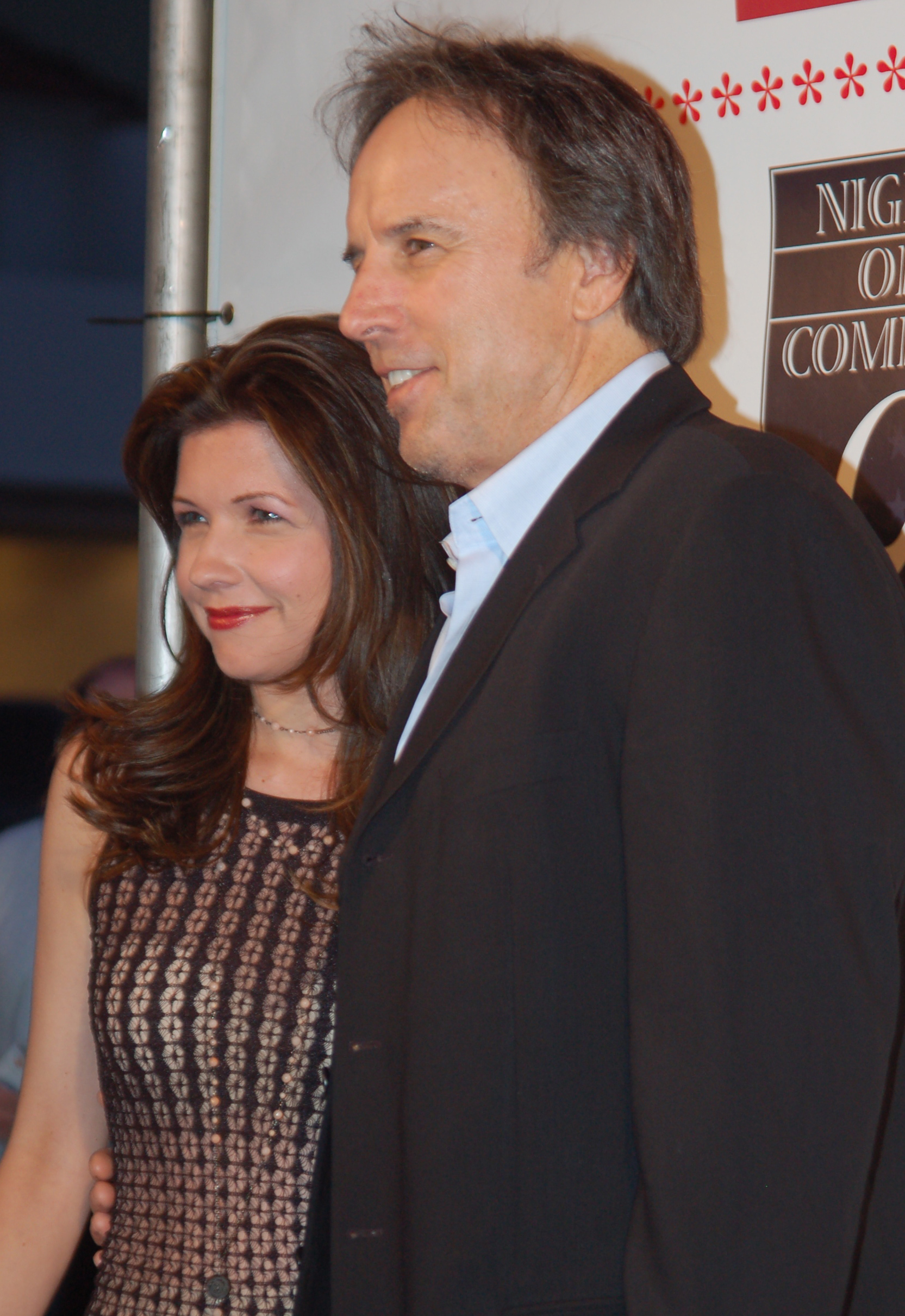
ياجلي مع زوجها كيفن نيلون في عام 2011

## أعمالها المختارة
- Mascots (2016)
- Big Time Rush (2012) (one episode)
- Parks and Recreation (2009–2015) (nine episodes)
- Rules of Engagement (2009–2012) (five episodes)
- 'Til Death (2006)
- Curb Your Enthusiasm (2005)
- Exploited Babysitters (2005)
- Best Week Ever (2004) (TV series)
- The Soup (2004) (TV series)
- Intolerable Cruelty (2003) (uncredited)
- Reno 911! (2003) (two episodes)
- Sabrina, the Teenage Witch (2003)
- Miracles (2003)
- ER (2002)
- Everybody Loves Raymond (2002)
- The District (2001)
- Malcolm in the Middle (2000)
- Almost Famous (2000)
- Coyote Ugly (2000)
- Friends (2000)
- Providence (2000)
- Jesse (1999) (two episodes)
- The Thin Pink Line (1998)

## وصلات خارجية
- سوزان ياغلي على موقع IMDb (الإنجليزية)
- سوزان ياغلي على موقع ألو سيني (الفرنسية)
- سوزان ياغلي على موقع أول موفي (الإنجليزية)
- سوزان ياغلي على موقع قاعدة بيانات الفيلم (الإنجليزية)
- سوزان ياغلي على موقع كينوبويسك (الروسية)
- Dame Delilah